# ریمن: ریشه‌ها
ریمن ریشه‌ها (به انگلیسی: Rayman Origins) یک بازی رایانه‌ای در سبک سکوبازی است که توسط یوبی‌سافت مونت‌پلیه طراحی و ساخته و یوبی‌سافت نیز آن را منتشر نمود. این بازی برای نخستین بار در ۱۵ نوامبر ۲۰۱۱ منتشر شد. این بازی برای پلت‌فرم‌های پلی‌استیشن ۳، وی، ایکس‌باکس ۳۶۰، پلی‌استیشن ویتا، مایکروسافت ویندوز و نینتندو ۳دی‌اس عرضه شده است. ریمن ریشه‌ها، با موتور بازی یوبی‌آرت گیم‌ورک ساخته شده است.
داستان این نسخه از سری بازی‌های ریمن بر روی شخصیت ریمن و دوست او، گلوبکس (به انگلیسی: Globox) متمرکز شده است.

## بازتاب‌ها
| گردآورنده  | امتیاز                                                                         |
| ---------- | ------------------------------------------------------------------------------ |
| گیم‌رنکینگز | (Wii) 91.27% (Vita) 89.85% (X360) 88.81% (PS3) 88.07% (PC) 86.60% (3DS) 70.83% |
| متاکریتیک  | (Wii) 92/100 (Vita) 88/100 (X360) 87/100 (PS3) 87/100 (PC) 86/100 (3DS) 71/100 |

| ناشر         | امتیاز |
| ------------ | ------ |
| وان‌آپ.کام    | A-     |
| یوروگیمر     | 8/10   |
| گیم‌تریلرز    | 8.5/10 |
| آی‌جی‌ان       | 9.5/10 |
| جویستیک      | [ ۱۷ ] |
| نینتندو لایف | [ ۱۸ ] |
| نینتندو پاور | 9.5/10 |